# Robert Escarpit
Robert Escarpit, né le 24 avril 1918 à Saint-Macaire (Gironde) et mort le 19 novembre 2000 à Langon dans le même département, est un sociologue, Professeur des Universités, et journaliste français. Il est connu du grand public en tant que billettiste du journal Le Monde pour lequel il écrit de 1949 à 1979 à raison d'une vingtaine de billets par mois.

## Jeunesse
Il passe toute son enfance et son adolescence en Gironde. À dix-huit ans, en 1936, voulant poursuivre ses études, il choisit l'anglais, plus par nécessité que par intérêt. Normalien, agrégé d'anglais (1942), docteur ès lettres, il est professeur au lycée d’Arcachon (Gironde) de 1943 à 1945. Professeur des universités, spécialiste de la littérature anglaise, il est l'auteur d'une cinquantaine d'ouvrages, partagés entre des essais littéraires ou sociologiques et des romans.

## Journaliste
Il est billettiste du quotidien Le Monde, critique littéraire pour de nombreuses revues, chroniqueur au Matin en 1983, puis à Sud Ouest Dimanche.

## Professeur et sociologue
Après la guerre, il devient secrétaire général, puis directeur de l'Institut français d'Amérique latine à Mexico. Il sera assistant d’anglais, puis professeur de littérature comparée à la Faculté des lettres de Bordeaux (1951-1970) et créateur du Centre de sociologie des faits littéraires en 1960 (devenu ensuite Institut de littérature et de techniques artistiques de masse, ILTAM).
Il est le directeur scientifique du Dictionnaire international des termes littéraires (DITL), projet permanent fondé par l'Association internationale de littérature comparée poursuivi, à partir de 1988 par Jean-Marie Grassin.

### Études et la science de la communication
Après ses études à l’École normale supérieure, il est d'abord professeur agrégé d'anglais et soutient sa thèse de doctorat dans cette spécialité. Puis il s'oriente vers l'étude de la littérature comparée qu’il enseigne à l'Université de Bordeaux à partir de 1952.
Après avoir étudié des œuvres littéraires et leurs auteurs, il s’intéresse aux lecteurs. « Pour mesurer les enjeux de l'écriture, il faut comprendre ce qu'est la lecture, la manière de recevoir le message écrit. C'est là une démarche proprement scientifique. »
Il publie dans la revue de l’université de Belgrade, Filoloski Pregled, en 1963, un article qui s'intitule « L'acte littéraire est-il un acte de communication ? » après son ouvrage La sociologie de la littérature publié en 1958, réédité et traduit en 23 langues.
En 1965, il écrit à la demande de l’Unesco La révolution du livre. Cet ouvrage, traduit en 20 langues, analyse le phénomène du livre de poche ainsi que les conséquences de l’arrivée dans le monde de l’édition des livres bon marché. Dans la lignée de cet ouvrage, plusieurs de ses travaux à cette époque s’intéressent au phénomène de la littérature de masse. Il constate vite que le problème du livre doit être étudié comme un problème de la communication par l'écrit. Il se plonge donc dans la littérature « communicologique », abondante depuis environ 20 ans aux États-Unis ou en Allemagne. Il est ainsi un des premiers à introduire et promouvoir en France une science de la communication. 

### Carrière et reconnaissance des SIC
En 1960, il fonde le Centre de sociologie des faits littéraires qui devient en 1965 l’Institut de littérature et de techniques artistiques de masse (ILTAM) puis, en 1978, le laboratoire des sciences de l’information et de la communication (Lasic), associé au CNRS. Ce centre sera reconnu comme le moteur de l’«École de Bordeaux », un temps dominante dans cette discipline.
En 1967, il est chargé de créer à Bordeaux le premier IUT du secteur tertiaire consacré à l'apprentissage du journalisme et des Carrières sociales, avec la formation Animations sociales et socioculturelles qu’il dirigera de 1970 à 1975.
En 1968, le champ s'élargit avec l'ouverture de deux options, communication d'entreprise et, dirigée par Denise Escarpit, documentation. C'est ainsi grâce à Robert Escarpit que la documentation est devenue une matière légitimement enseignée dans les établissements universitaires.
En 1969, il crée l’Unité pluridisciplinaire des sciences de l’information et de la communication (UPSIC).
En 1972, avec d’autres auteurs, chercheurs et universitaires (parmi lesquels Jean Meyriat et Roland Barthes), il crée un groupe de pression dont l'objectif est d’obtenir une réelle reconnaissance universitaire pour les sciences de l’information et de la communication.
Cela aboutit à la création d'un Comité des sciences de l'information et de la communication qui deviendra la Société française des sciences de l’information et de la communication (SFSIC). Elle est la principale société savante dans ce champ disciplinaire.
En 1975, le ministère crée la 52e Section des sciences de l'information et de la communication au sein du Comité consultatif des universités, qui deviendra la 71e section en 1981.
Robert Escarpit devient président de l’université de Bordeaux III et professeur en sciences de l’information et de la communication entre 1975 et 1978.

### Recherches et théorie des sciences de l'information et de la communication
En 1976, il fait œuvre de pionnier, du moins en France, en jetant les bases des SIC dans la Théorie générale des sciences de l’information et de la communication. Il y expose la théorie mathématique de la communication de Claude Shannon et les grandes lignes de la cybernétique.
Cette étude, qui présente une vue d’ensemble des sciences de l’information et de la communication, reste aujourd'hui un livre essentiel pour tous ceux qui s’intéressent à ce domaine scientifique. Il affirme la nécessité de rendre compte à la fois des phénomènes de l'information, donc de la documentation, et de ceux relevant plus généralement de la communication.
La France est à peu près la seule à affirmer l'unité des sciences de l'information et de la communication. Robert Escarpit ne distingue pas information et communication : selon lui, les approches scientifiques sont diverses, ce qui explique le pluriel « sciences », mais leur objet est fondamentalement le même. Comme il le dit lui-même : « Pour moi, l'information est le contenu de la communication, et la communication le véhicule de l'information ».
Pourtant, certains auteurs, comme Jean-François Revel (La connaissance inutile, Grasset 1988), ont cherché à distinguer les deux termes, en fondant cette distinction sur le critère de fiabilité de l'information.

## Engagement politique
Robert Escarpit milite à la SFIO au temps du Front populaire. Engagé dans la Résistance, il participe en 1945 aux combats du Médoc avec la Brigade Carnot. Il est rédacteur au Canard enchaîné pendant la guerre d'Algérie. Compagnon de route du Parti communiste français, Robert Escarpit est par la suite devenu conseiller régional d'Aquitaine (1986-1992) et conseiller municipal sur des listes du PCF.
Cofondateur des très marxistes-léninistes « Amitiés franco-albanaises » et directeur d'Albanie, il soutient jusqu'au bout le régime stalinien de Tirana. En mars 1990, il publie dans le quotidien Le Monde sa vision de l'avenir des pays communistes alors en pleine transition liée à la perestroïka. Comparant les partis communistes à des églises utiles pour faire entendre une voix différente, mais victimes de leur fonctionnement bureaucratique et de stratégies de préservation de l'appareil, il cite longuement Ramiz Alia, successeur d'Enver Hodja à la tête du Parti du travail albanais, qui réaffirmait en septembre 1989 que « (...) le débat et la confrontation des idées, des solutions, des variantes, des pratiques, sont tout à fait normaux ».

## Provinces et régions
Robert Escarpit, né en Gironde dans une commune riveraine de la Garonne, s'est revendiqué Gascon, ainsi le texte (Comment peut-on être gascon ?) écrit dans l'ouvrage collectif, qu'il a dirigé, sur la Gascogne.
Robert Escarpit s'est intéressé aux permanences, dans les changements des provinces d'Ancien Régime aux régions françaises du XXe siècle. En particulier, aux composantes du Sud-Ouest en France que forment ces provinces adossées aux Pyrénées, d'ouest en est : le pays basque français (nord), la Gascogne, le Languedoc, les Pyrénées-Orientales (pays catalans nord). 
En schématisant, la Gascogne est délimitée par l'océan Atlantique, la Garonne (plutôt l'Ariège en amont de leur confluence) et les Pyrénées. Le Languedoc est situé, lui, entre la Garonne, les Pyrénées et le Rhône.

## Écrivain
Auteur notamment d'un Précis de la littérature anglaise (1953), de Sociologie de la littérature (1958), de la Révolution du livre (1965), il a reçu en 1960 le prix de l'humour pour Peinture fraîche. Il a publié plusieurs romans, notamment le Jeune Homme et la nuit (1980) et Un si beau jour pour mourir (1992).
Il publie en 1964 un de ses romans les plus connus, Le Littératron, où on trouve la formule : « L’audiovisuel ça marche, l’audiovisuel ça paie, les finances crachent, les commissions votent… ». Le littératron sera suivi, après 1968, du Ministricule qui, avec les mêmes personnages, se moque du monde politique et des affairistes.
Dans les années 1980, il écrit des livres pour la jeunesse qu’il illustre lui-même : la série des Rouletabosse (les vacances, les enquêtes).
En 1984, devenu professeur émérite, il publie la trilogie Les voyages d'Hazembat (Marin de Gascogne, 1984 ; Le prisonnier de Trafalgar, 1985 ; Vents et Marées, 1986).

## Canular
En 1953, avec l'accord de Jean Bruel, directeur-fondateur de la compagnie des « bateaux-mouches » parisiens, Robert Escarpit rédige une biographie de Jean-Sébastien Mouche, dont il fait à la fois le collaborateur du baron Haussmann, l'inventeur des bateaux-mouches et le créateur d'un corps d'inspecteurs de la police spécialisés dans le renseignement, les « mouchards ». Une réception en l'honneur du centenaire de Jean-Sébastien Mouche vit même la présence du président de l'assemblée nationale de l'époque, Edouard Herriot.

## Œuvres
- Contes du pays gris, Presses Coopératives, Bordeaux 1936.
- De quoi vivait Byron ?, Paris, Deux-Rives 1951.
- Précis historique de la littérature anglaise, Paris, Hachette 1953.
- L'Angleterre dans l'œuvre de Madame de Staël, Paris, Didier 1954.
- Rudyard Kipling, Paris, Hachette 1955.
- Contes et légendes du Mexique, Paris, Nathan 1956.
- Lord Byron, un tempérament littéraire, Paris, Le Cercle du Livre 1957.
- Sociologie de la littérature, Paris, Presses universitaires de France, 1958. (coll. Que sais-je ? no 777) [8e édition 1992], édition originale en 1958. (en ligne)
- Les deux font la paire, Paris, Fayard 1959.
- L’Humour, Paris, Presses universitaires de France, 1960. (coll. Que sais-je ? ; no 877) [10e édition : 1994]
- Honorius pape, Ed. Flammarion, 1er trimestre 1967 - Roman
- La Révolution du livre, Paris, Unesco, 1965. [2e édition revue et mise à jour : Unesco, 1969]
- Lettre ouverte à dieu, Paris, Editions Albin Michel 1966.
- Le Littéraire et le social : éléments pour une sociologie de la littérature, sous la dir. de Robert Escarpit. Paris, Flammarion, 1970 [Nouvelle édition : Flammarion 1977. (Champs ; 5. Champ sociologique)
- Les somnambidules, Ed. Flammarion, 1er trimestre 1970 - Roman
- Le Livre français : 1972, année internationale du livre, un bilan, établi sous la direction de Julien Cain, Robert Escarpit, Henri-Jean Martin. Paris, Imprimerie nationale, 1972.
- Lettre ouverte au diable, Paris, Editions Albin Michel, 1972.
- L’Écrit et la communication, Paris, Presses universitaires de France, 1973. (Que sais-je ? ; no 1546) [4e édition : 1983].
- Les contes de la Saint Glinglin, Paris, Editions Magnard, 1973. Dédicacé à ses sept petits enfants.
- Appelez-moi Thérèse, Paris, Flammarion, 1975.
- Le Livre, hier, aujourd’hui, demain, Paris, R. Laffont ; Lausanne, Grammont, 1975. (Bibliothèque Laffont des grands thèmes ; 37) [Contient le texte d’un entretien avec Robert Escarpit].
- Théorie générale de l’information et de la communication, Paris, Hachette, 1976. [Nouvelle édition sous le titre : L’information et la communication : théorie générale, Hachette, 1991. (Hachette université. Communication)].
- Théorie de l’information et pratique politique, Paris, Éditions du Seuil, 1981.
- Livre blanc de la communication, Talence, LASIC 1982.
- Les voyages d'Hazembat (Marin de Gascogne, 1984, Le prisonnier de Trafalgar, 1985, Vents et Marées, 1986) Flammarion.